# Vought F6U Pirate
Vought F6U Pirate – amerykański odrzutowy myśliwiec pokładowy z drugiej połowy lat 40. XX wieku. Oblatany w 1946 roku, był pierwszą konstrukcją z napędem odrzutowym wytwórni Vought. Zbudowany w serii 30 egzemplarzy w jedynej wersji produkcyjnej F6U-1 dla Marynarki USA, nie wszedł do służby liniowej, lecz używany był do celów doświadczalnych. Stanowił poddźwiękowy samolot o prostych skrzydłach, napędzany jednym silnikiem turboodrzutowym. Jako pierwszy myśliwiec marynarki, miał silnik z dopalaczem.

## Historia

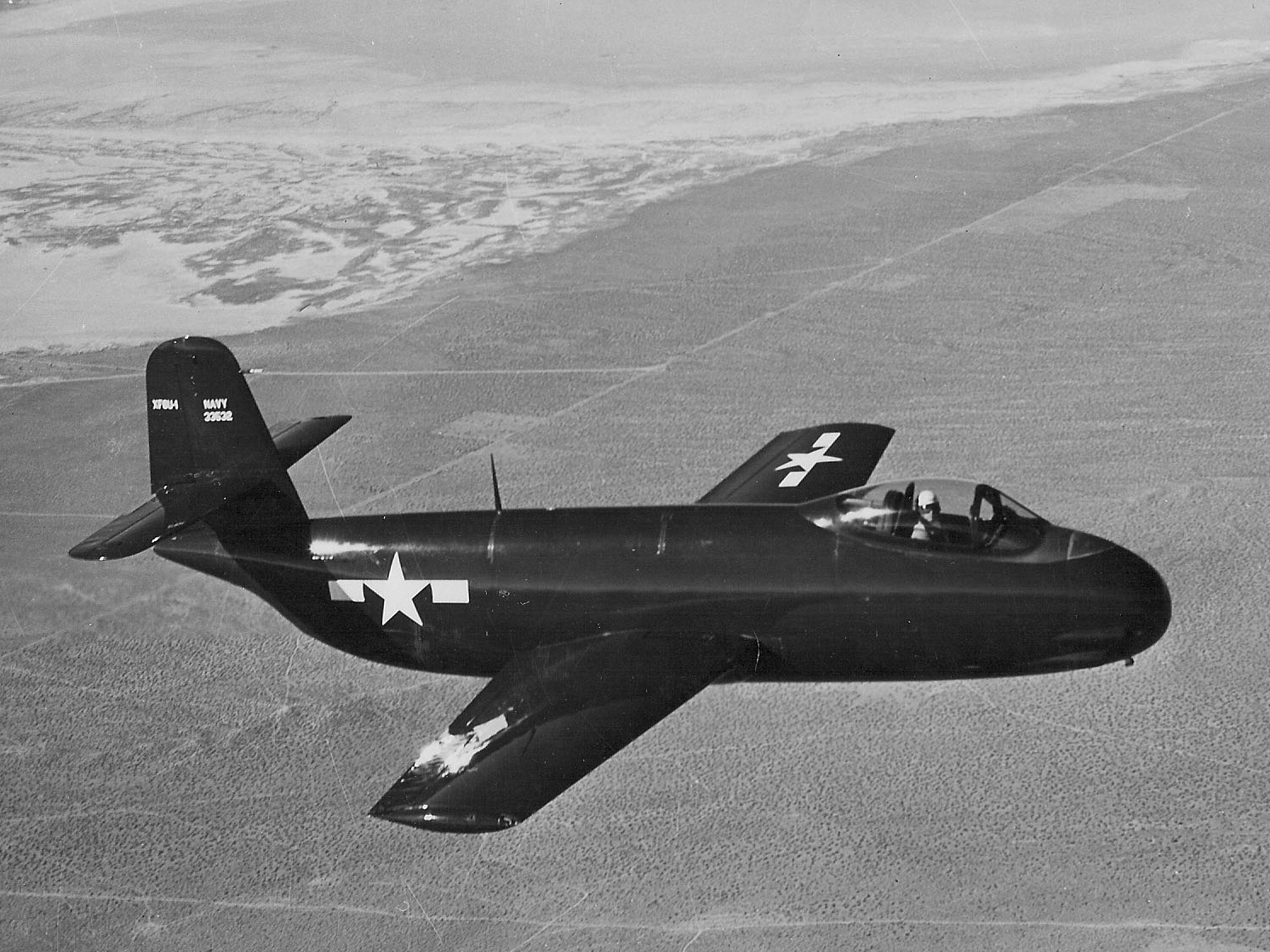
Pierwszy prototyp w wersji pierwotnej

Samolot powstał na zapotrzebowanie Biura Aeronautyki US Navy (Bureau of Aeronautics) z 5 września 1944 roku na jednomiejscowy samolot myśliwski z napędem odrzutowym. Marynarka wskazała jako napęd konkretny silnik turboodrzutowy ze sprężarką osiową J34 (typu 24C), który właśnie powstał w firmie Westinghouse i dysponował większym ciągiem od wcześniejszych jednostek napędowych. W grudniu 1944 roku przyjęto wstępny projekt i 29 grudnia zakłady Vought otrzymały zamówienie na budowę trzech prototypów samolotu oznaczonych jako XF6U-1. Pracami zespołu konstruktorów kierowali John Russell Clark i Harry Nissen. Opracowali oni możliwie mały samolot o klasycznym układzie aerodynamicznym i prostych skrzydłach, z silnikiem w kadłubie w części ogonowej. Wloty powietrza do silnika były pod skrzydłami, a jego dysza według pierwotnego projektu umieszczona była nie na samym końcu kadłuba, ale przed znajdującym się nad nią usterzeniem. Samolot otrzymał oznaczenie fabryczne V-340 i nazwę Pirate (pirat). W styczniu 1945 roku makieta samolotu została zaaprobowana przez Marynarkę. Według harmonogramu, miał zostać zbudowany i oblatany do 30 września 1945 roku, lecz w toku prac nad nim doszło do znacznych opóźnień. Prototyp, zbudowany w zakładach w Stratford w kwietniu 1946 roku, rozpoczął próby kołowania po dostarczeniu silnika w czerwcu.

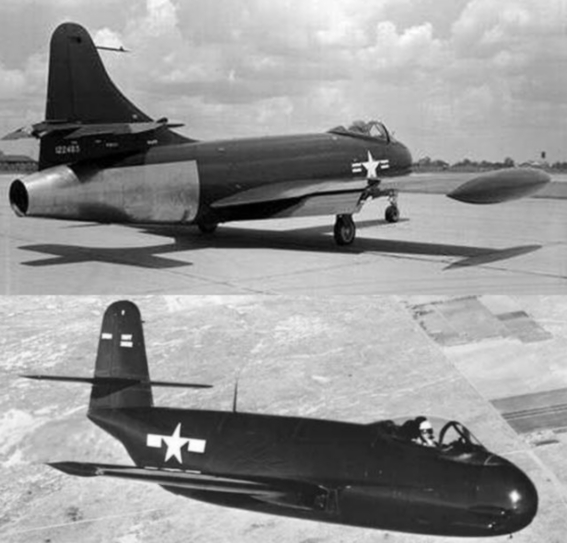
Prototyp z dopalaczem (powyżej) i w wersji pierwotnej (poniżej)

Prototyp po raz pierwszy wzbił się w powietrze 2 października 1946 roku z bazy Muroc na pustyni Mojave, dokąd przewieziono go z uwagi na dłuższy pas startowy; za sterami siedział pilot doświadczalny Edward Owen. Próby w locie samolotu wykazały jego niezadowalające osiągi i niestateczność boczną, stwarzającą ryzyko przeciągnięcia. Maszyny poddano kilkakrotnym modyfikacjom polegającym głównie na powiększeniu usterzenia pionowego i oprofilowaniu miejsca łączenia statecznika poziomego i pionowego oraz dodaniu nakładek na krawędzi spływu skrzydeł przy kadłubie. W celu polepszenia osiągów, trzeci prototyp wyposażono w 1948 roku w silnik z dopalaczem, aczkolwiek uległ on rozbiciu 1 listopada tego roku wskutek awarii silnika (pilot przeżył). Instalacja dopalacza, zwiększająca długość silnika o 2,44 m, wymagała wydłużenia kadłuba i dyszy silnika oraz zamontowania tam poszycia żaroodpornego. Próby dopalacza kontynuowano następnie na pierwszym prototypie.
W międzyczasie 5 lutego 1947 roku wytwórnia uzyskała zamówienie na 30 samolotów w wersji seryjnej F6U-1. W tym czasie na przełomie lat 1948/1949 zakłady Vought zostały przeniesione do nowej siedziby w Dallas. Pierwszy samolot seryjny wzbił się w powietrze 29 czerwca 1949 roku. Zastosowano w nich dotychczasowe ulepszenia i jeszcze podwyższono statecznik pionowy. Samoloty pomimo modyfikacji nadal wykazywały braki w stateczności, wobec tego dodawano w nich dodatkowe, pionowe, owalne w kształcie powierzchnie stabilizujące blisko końcówek statecznika poziomego. Z powodu daleko idących modyfikacji, seryjne Pirate otrzymały oznaczenie fabryczne V-352. W lutym 1950 roku zakończono dostawy samolotu. Marynarka zamierzała zamówić drugą serię 35 egzemplarzy, ale zrezygnowała z niej z uwagi na dostępność lepszych konstrukcji.

## Służba

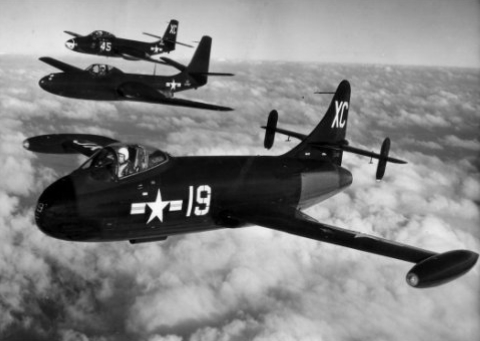
Seryjny F6U-1, za nim FH-1 i F2H-1

Z uwagi na opóźnienia rozwoju i problemy w locie, samolot w chwili wejścia do służby był już przestarzały i niespełniający oczekiwań marynarki. Z uwagi na to, nie zamówiono większej serii, a wyprodukowane samoloty nie weszły do służby w jednostkach operacyjnych. Dziewięć samolotów wykorzystywano do różnych prób, w tym trzy pozostały w wytwórni. Dwa z nich zostały następnie przekazane do instytutu NACA, gdzie jeden został przebudowany na wersję rozpoznawczą F6U-1P pozbawioną uzbrojenia, za to z zestawem kamer.
Pozostałe 21 samolotów zostało przekazanych na przełomie 1949 i 1950 roku do dywizjonu doświadczalnego marynarki VX-3 w Atlantic City, ale już pod koniec 1950 roku zostały wycofane ze służby. Były one mało wykorzystywane – łącznie wszystkie samoloty seryjne miały 945 godzin nalotu, w tym niektóre tylko kilka godzin. Nie były testowane na lotniskowcu. Część samolotów później była wykorzystywana do szkolenia personelu technicznego, głównie w zakresie obsługi silników z dopalaczem. Mimo epizodycznej służby, F6U-1 odznaczył się będąc pierwszym seryjnym samolotem US Navy wyposażonym w dopalacz.

## Konstrukcja

### Płatowiec

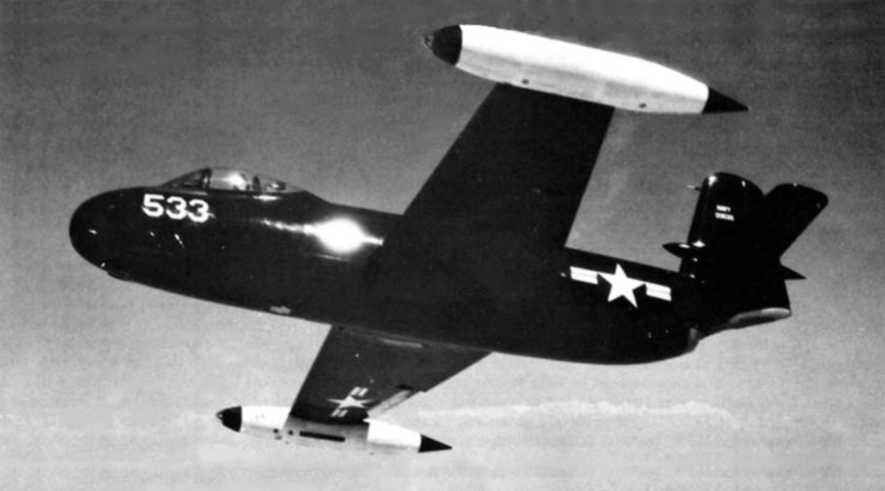
Drugi prototyp w wersji pierwotnej

Pirate był jednomiejscowym, jednosilnikowym, wolnonośnym średniopłatem (określanym też jako dolnopłat), o konstrukcji metalowej. Skrzydło, część kadłuba i usterzenia poziomego pokryta była nowym lekkim i sztywnym materiałem opracowanym w zakładach Chance Vought nazwanym metalite. Były to dwie warstwy cienkiej blachy wykonanej z duralu o podwyższonej wytrzymałości, pomiędzy którymi znajdowała się balsa, całość miała 6,35 mm grubości. Usterzenie pionowe, kanały dolotowe powietrza i górna część kadłuba przed kabiną pokryte były natomiast również nowym kompozytem  o nazwie fabrilite, złożonym z dwóch warstw włókna szklanego z warstwą balsy. Pozostała część kadłuba i skrzydeł była duralowa, z elementami ze stopu magnezu, a po zastosowaniu dopalacza pokrycie w jego rejonie wykonano z blachy żaroodpornej, przy czym w samolotach seryjnych obszar pokrycia kompozytowego jeszcze się zmniejszył.
Proste skrzydła o obrysie trapezowym z niewielkim wzniosem 4°, wyposażone były w klapy szczelinowe. Skrzydła były trójdźwigarowe, o profilu laminarnym NACA 65-212 o grubości względnej 12%. Po obu stronach kadłuba, pod krawędzią natarcia w przykadłubowej części skrzydeł znajdowały się niewielkie wloty powietrza do silnika. Skrzydła nie były składane do hangarowania z uwagi na niewielką rozpiętość.
Kadłub miał przekrój eliptyczny, w jego przedniej części znajdowało się uzbrojenie, kabina pilota i wyposażenie, w środkowej zbiorniki paliwa, a w tylnej silnik. Kabina pilota w nosie kadłuba, nakryta kroplową przezroczystą osłoną odsuwaną do tyłu, ze stałym wiatrochronem z przednią szybą pancerną. Kabina w samolotach seryjnych była hermetyzowana i wyposażona w fotel wyrzucany Martin-Baker. Po bokach tylnej części kadłuba hamulce aerodynamiczne w postaci wychylanych hydraulicznie płyt.
Usterzenie klasyczne, wolnonośne; usterzenie poziome zamontowane w ⅓ wysokości usterzenia pionowego. Początkowo w prototypach statecznik pionowy miał kształt trapezowy, z zaokrąglonym wierzchołkiem i nachyloną przednią krawędzią. W zmodyfikowanych prototypach i wersji seryjnej kadłub był wydłużony wskutek zastosowania dłuższej dyszy silnika z dopalaczem, poszerzono skrzydła przy kadłubie dodając nakładki na krawędzi spływu na ok. ¼ rozpiętości, dodano płetwę grzbietową stanowiącą część usterzenia poziomego oraz zmieniono jego kształt. Samoloty seryjne wyposażono w dodatkowe pionowe powierzchnie stabilizujące owalnego kształtu na krawędzi natarcia statecznika poziomego, blisko końcówek. 

### Napęd
Samoloty prototypowe napędzane były silnikiem turboodrzutowym Westinghouse J34-WE-22 o ciągu 13,35 kN. Silnik miał 11-stopniową sprężarkę osiową, podwójną pierścieniową komorę spalania i dwustopniową turbinę. W egzemplarzach seryjnych zastosowano wzmocniony silnik Westinghouse J34-WE-30A o ciągu maksymalnym 14,02 kN i trwałym 11,75 kN, z zamontowanym dopalaczem Solar A-103B, zwiększającym ciąg do wartości 18,24 kN. Dopalacz mógł maksymalnie jednorazowo pracować do 5 minut. Prędkość maksymalna z włączonym dopalaczem wynosiła 959 km/h na poziomie morza i 908 km/h na wysokości 6096 m. Bez dopalacza prototyp osiągał prędkość maksymalną 861 km/h na poziomie morza.
Zapas paliwa w samolotach seryjnych wynosił 1590 litrów (420 galonów) w dwóch zbiornikach kadłubowych. Ponadto na końcach skrzydeł można było przenosić dodatkowe zbiorniki paliwa o pojemności po 530 l (140 galonów).

### Podwozie
Podwozie chowane hydraulicznie, trójpodporowe. Podwozie przednie jednokołowe chowane do wnęki w kadłubie w kierunku do tyłu, podwozie główne, również z pojedynczymi kołami, chowane do wnęk w centropłacie w kierunku do kadłuba. Pomiędzy podwoziem głównym był opuszczany hydraulicznie hak do lin aerofiniszera. Za wnęką przedniego koła umieszczony był zaczep do katapulty.

### Uzbrojenie i wyposażenie
Uzbrojenie stanowiły zamontowane pod kabiną po bokach kadłuba cztery działka lotnicze Browning M3 kalibru 20 mm z zapasem po 150 nabojów na lufę. Samoloty seryjne miały celownik żyroskopowy Mk 8 Mod. 0.
W skład wyposażenia wchodziły: radiostacja VHF, system radionawigacji, radionamiernik, system identyfikacji swój-obcy, radiowysokościomierz.
| XF6U-1 | 3  | Egzemplarze prototypowe (1946–47)                                           |
| F6U-1  | 30 | Jedyna wersja seryjna (1950)                                                |
| F6U-1P | 1  | Egzemplarz seryjny przebudowany na rozpoznawczy z aparatami fotograficznymi |